# عضلة راحية قصيرة
العضلة الراحية القصيرة (Palmaris brevis muscle) هي، في علم تشريح الإنسان، أحد عضلات الطرف العلوي.